# Allium tripedale
Allium tripedale là một loài thực vật có hoa trong họ Amaryllidaceae. Loài này được Trautv. mô tả khoa học đầu tiên năm 1873.